# Amegilla hainanensis
Amegilla hainanensis là một loài Hymenoptera trong họ Apidae. Loài này được Wu mô tả khoa học năm 2000.